# Paul Bauder

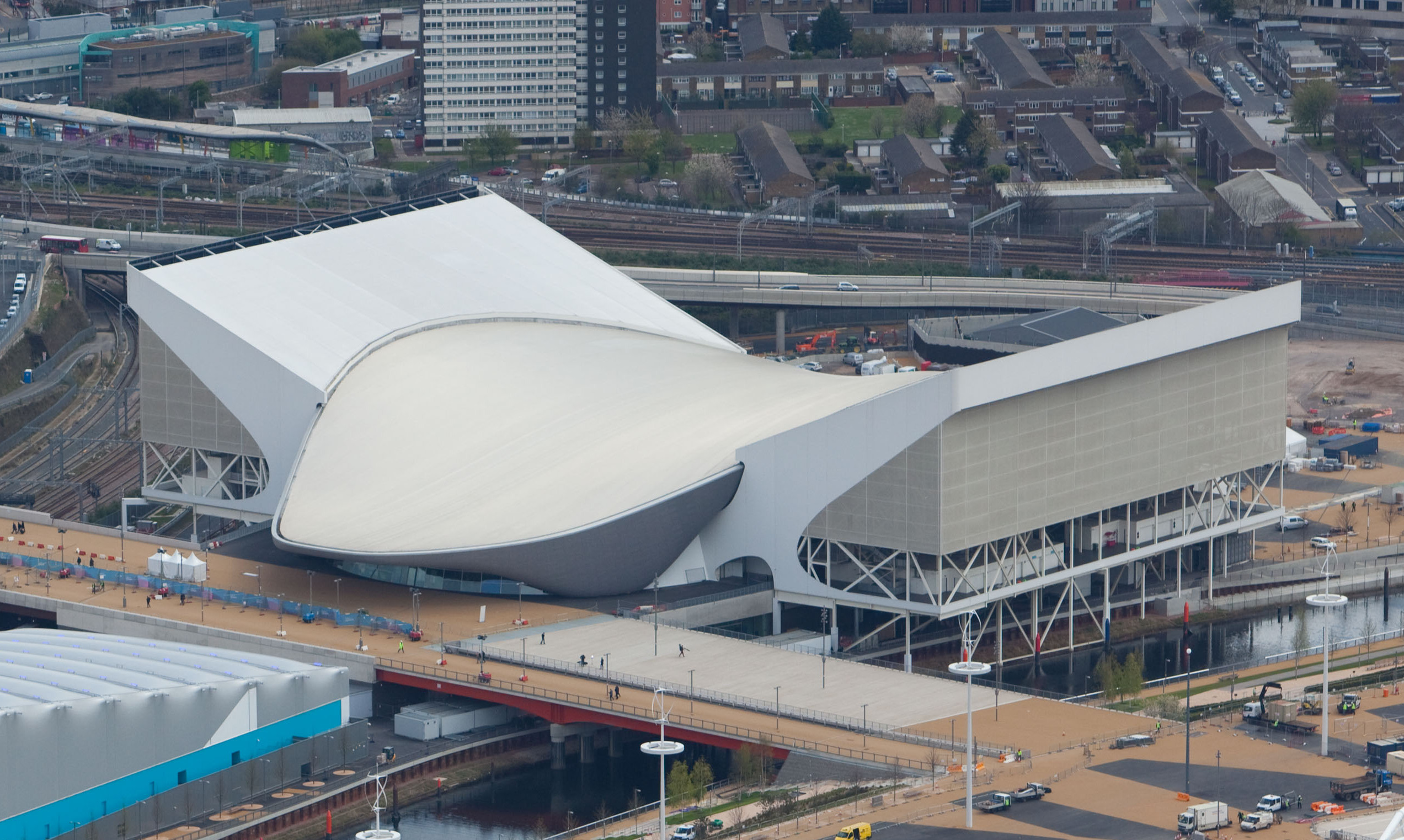
Aquatics Centre und Water Pool Arena in London

Die Paul Bauder GmbH & Co. KG mit Stammsitz in Stuttgart ist Hersteller von Dachsystemen.
Aus einer Hand bietet Bauder umfassende Beratung sowie alle Materialien zum Dichten, Dämmen, Begrünen und Energiegewinnen.
Die Unternehmensgruppe befindet sich im Eigentum von acht Mitgliedern der Familie Bauder (Stand: Ende Januar 2025).

## Firmengeschichte
1857 gründete Wilhelm Burck das „Dachpappen- und Asphaltgeschäft Wilhelm Burck“, dem 1909 Paul Bauder als Teilhaber beitrat. Zwei Jahre später wurde das Unternehmen zwecks Bahnanbindung auf die grüne Wiese nach Stuttgart-Weilimdorf, dem heutigen Hauptsitz, verlegt. 1925 übernahm Paul Bauder den Produktionsbetrieb zu 100 % und das Unternehmen firmierte zu Paul Bauder um. Außerdem trat Hermann Bauder in das Unternehmen ein.
Als erster Hersteller in Deutschland fertigte Bauder 1964 Schweißbahnen in großem Umfang und verhalf damit dieser neuen Verlegetechnik zum Durchbruch. Ebenfalls in den 1960er Jahren stellte das Unternehmen unter dem Markenzeichen THERMOTEKT die ersten Polyurethan-Hartschaum-Dämmplatten her. 1972 wurde ein neues Werk in Bochum errichtet.
1982 übernahmen Gerhard Bauder, technischer Geschäftsführer, und Paul-Hermann Bauder, kaufmännischer Geschäftsführer, die Leitung des Unternehmens. Hermann Bauder übernahm den Vorsitz im Beirat. Drei Jahre darauf gründete Bauder die 1. Vertriebsgesellschaft im Ausland (Österreich) und begann damit, seine Exportaktivitäten systematisch auszubauen.
Mit der Errichtung eines neuen Werks in Landsberg/Halle nutzte Bauder 1994 die sich bietenden Chancen in den neuen Bundesländern und in Osteuropa. Im Jahr 2000 übernahm Bauder die Firma Roland in Achim zur Stärkung der Position in Norddeutschland. Mit der zusätzlichen Übernahme der Firma Thermoplast in Bernsdorf wurde Bauder zum werkstoffübergreifenden Anbieter von Abdichtungsbahnen aus Bitumen und Kunststoff. 2008 entstand ein neues Werk in Schwepnitz (bei Bernsdorf) für die Herstellung von FPO-Bahnen.
Das erste Werk für Bitumenbahnen außerhalb Deutschlands im österreichischen Bruck produziert seit 2016 vor allem für Österreich und den osteuropäischen Markt.
Am 1. Januar 2018 übernahmen die Brüder der 4. Generation, Jan, Mark und Tim Bauder zusammen mit Gerhard Einsele die Geschäftsführung. 2020 gehörte das Unternehmen zum wiederholten Mal zu den Top 100 von „Deutschlands beste Arbeitgeber“.

## Werke und Niederlassungen
Neben dem Stammwerk mit Sitz in Stuttgart sind noch sieben weitere Werke in Betrieb. Diese sind:
- Werk Achim
- Werk Bernsdorf
- Werk Bochum
- Werk Landsberg/Halle
- Werk Schwepnitz
- Werk Herten
- Werk Bruck an der Leitha (Österreich seit 2016)

Zusätzlich betreibt das Unternehmen Niederlassungen in 16 europäischen Ländern.